# Stylomolpa angustipennis
Stylomolpa angustipennis är en insektsart som beskrevs av Heinrich Hugo Karny 1926. Stylomolpa angustipennis ingår i släktet Stylomolpa och familjen vårtbitare. Inga underarter finns listade i Catalogue of Life.